# قمارباز متقلب
قمارباز متقلب (انگلیسی: Skin Game) یک فیلم به کارگردانی پال بوگارت و گوردون داگلاس است که در سال ۱۹۷۱ منتشر شد.

## بازیگران
- جیمز گارنر
- لوئیس گوست، جونیور
- سوزان کلارک
- براندا سایکس
- اد اسنر
- اندرو داگن